# Postúmia (amant de Cèsar)
Postúmia (en llatí Postumia) era la dona de Servi Sulpici Galba. Era una dona intrigant i de mal caràcter i es diu que va ser una de les amants de Juli Cèsar. Ciceró sospitava que el seu llegat Pomptí va sortir de Cilícia cap a Roma per anar al darrere dels encants d'aquesta dona.